# Tasersuasik
Tasersuasik är en sjö i Narsaq på Grönland.